# Francis Samuel Drake
Pour les articles homonymes, voir Drake.
Sir Francis Samuel Drake, né en 1729 et mort le 19 octobre 1789 est un officier de la Royal Navy. Il sert durant la guerre de Sept Ans et la guerre d'indépendance des États-Unis, atteignant le rang de rear admiral.

## Biographie
Francis Samuel Drake est baptisé le 14 septembre 1729 à Buckland Monachorum, dans le Devonshire. Il est le quatrième fils du baronnet Sir Francis Henry Drake, 4e du nom, et de Anne Heathcote. Il est le plus jeune frère de Sir Francis Henry Drake, 5e du nom et dernier des baronnets de la lignée de Sir Francis Drake, lui-même neveu de héros élisabéthain Francis Drake.
Il fait ses premières armes comme lieutenant à bord des vaisseaux de quatrième rang HMS Torrington et HMS Windsor (en).

## La guerre de Sept Ans
Il est promu à la tête du sloop à 10 canons HMS Viper le 30 mars 1756 durant la guerre de Sept Ans et atteint le rang de post-captain la même année avec le commandement du 20 canons HMS Bideford le 15 novembre. Il reçoit le commandement du HMS Falkland le 11 mars 1757, succédant ainsi à son second frère Francis William Drake (en).
Il est présent durant les opérations menées aux Indes occidentales par le commodore John Moore entre 1757 et 1758, puis se rend à Sainte-Hélène pour escorter les transports commerciaux vers l’Angleterre au printemps 1759.
Il sert sur les côtes sud de la Bretagne dans l’escadre du capitaine Robert Duff et participe à la bataille des Cardinaux le 20 novembre 1759.
Drake sert ensuite sur le fleuve Saint-Laurent sous les ordres du commodore Swanton durant l’été 1760, sous ceux d’Alexander Colville sur la côte américaine, puis sous ceux de James Douglas dans les îles Leeward en 1761 durant l’invasion de la Dominique. Il participe ensuite à l’invasion de la Martinique sous les ordres de George Brydges Rodney en 1762 avant d’être nommé au commandement du HMS Rochester, poste qu’il occupe jusqu’à la fin de la guerre.

## La guerre d’indépendance des États-Unis
Il est ensuite affecté en 1766 aux commandes du HMS Burford, navire de troisième rang de 70 canons, puis à celui du 74 canons HMS Torbay de 1772 à 1775. Le Torbay est durant cette période le navire de garde de Plymouth.
Lorsque éclate la guerre d’indépendance des États-Unis, Drake est nommé capitaine du HMS Russell (en) (1768) qui fait partie de l’escadre voguant vers l’Amérique sous les ordres du vice-amiral John Byron. Le Russell, durement endommagé durant un combat naval est forcé de rentrer en Angleterre pour être réparé. Il ne rejoint donc pas les Amériques avant le printemps 1779. Cette année-là et au début de la suivante, Drake combat sous les ordres du vice-amiral Marriot Arbuthnot.
Drake est alors envoyé soutenir Rodney aux Indes occidentales, l’accompagne sur la côte nord de l’Amérique et retourne aux Indes occidentales où il reçoit le grade de rear admiral le 26 septembre 1780. Il prend ensuite le commandement du HMS Princessa (en). Toujours sous les ordres de Rodney, il participe aux opérations des Indes occidentales néerlandaises, y compris la prise de Saint-Eustache. Sous les ordres de Samuel Hood, à bord du HMS Gibraltar (en), il participe au blocus de la Martinique, durant lequel son engagement dans la bataille de Fort-Royal contre François Joseph Paul de Grasse, le 29 avril 1781 est violent.
En août, de retour aux commandes du HMS Princessa, il accompagne Hood en Amérique du Nord et commande l'attaque durant la bataille de la baie de Chesapeake le 5 septembre, l’escadre étant sous les ordres de Thomas Graves. Le Princessa est gravement endommagé durant la bataille, ce qui oblige Drake à prendre temporairement le commandement du HMS Alcide.
Il retourne aux Indes occidentales avec Hood, prend part à la bataille de Saint-Christophe en janvier 1782 et le 12 avril il commande la flotte sous l’autorité de Rodney durant la bataille des Saintes ; il est fait baronnet le 28 mai 1782 en récompense de sa conduite à cette occasion. Il demeure aux Indes occidentales jusqu’à la fin de la guerre ; il n’a ensuite plus d’affectation.

## La fin de sa vie
Le 12 août 1789 il est fait junior lord de l’Amirauté, mais décède peu après, le 19 octobre 1789.
Il a été marié deux fois ; une première fois avec Elizabeth Hayman, puis, en janvier 1788, avec Pooley, fille de George Onslow (en). N’ayant pas de descendance, son titre de baronnet s’éteint.